# Volvo 480
Volvo 480 — компактне купе або Shooting Brake виробництва шведської автомобільної компанії Volvo Cars. Це перший передньоприводний автомобіль Volvo. 480 входить в 400-серію разом з Volvo 440/460. Дизайн автомобіля розробив голландець Джон де Фріза, який використав елементи Volvo P1800 ES 1971 року.

## Опис

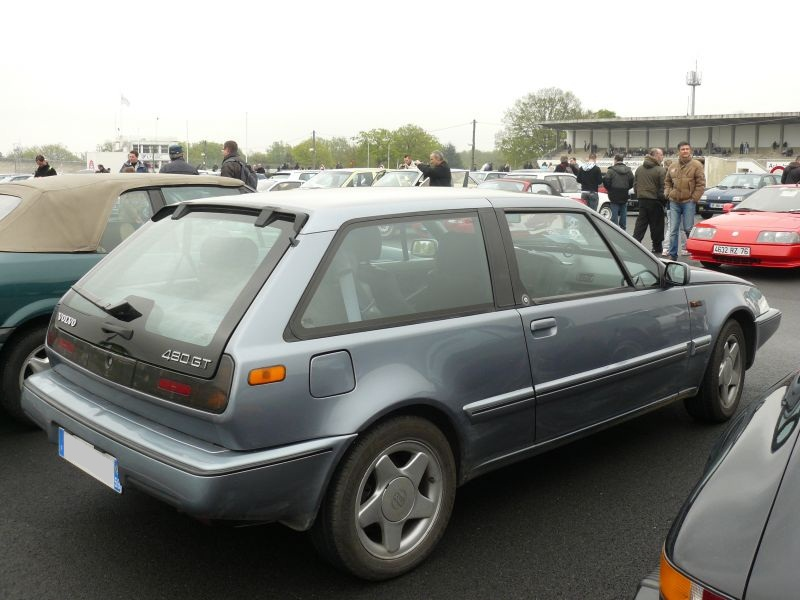

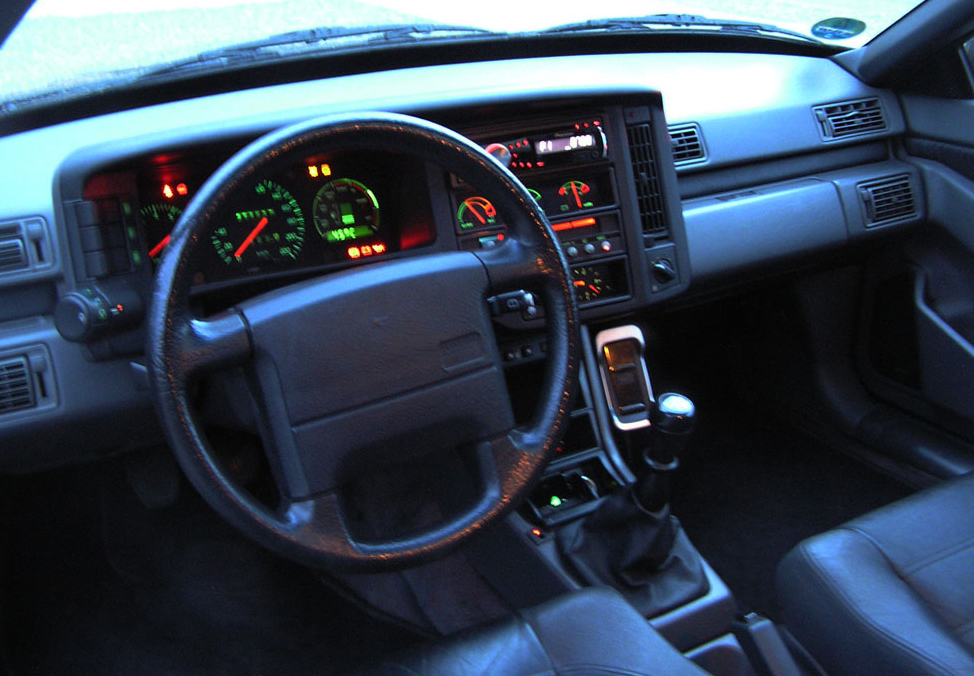

Представлений 480 у S, ES та SE комплектаціях. Базова модель оснащена: тонованими вікнами з електроприводом, центральним замком, сигналізацією та гідропідсилювачем керма. Моделі ES та SE пропонують бортовий комп’ютер з покажчиком палива. Хоча, він скоріше додаватиме клопоту, ніж допомагатиме водієві. Як опції запропоновані: протитуманні вогні, 15-дюймові литі диски коліс, люк даху, круїз-контроль, підігрів передніх сидінь та кондиціонер.
Під капотом купе знаходяться виключно бензинові силові агрегати. Загалом їх два, проте представлені вони у декількох варіантах. 1.7-літровий чотирициліндровий двигун на 102 кінських сили розжене автомобіль за 10.5 секунд. Витрата палива перебуває на рівні 8.1 л/100 км у змішаному циклі. 1.7-літровому двигуну на 106 конячок знадобиться 9.8 секунд, щоб розігнати 480 до сотні. Витрата палива становить 7.9 л/100 км у змішаному циклі. Його колега на 109 кінських сил розженеться за 9.5 секунд, витрачаючи 7.9 л/100 км. Ще одна версія на 95 кінських сил до сотні розжене купе за 10.5 секунд. Витрачає автомобіль з ним 7.9 л/100 км. Турбо версії на 120 кінських сил для розгону знадобиться 9.0 секунд. Витрата палива становить 8.5 л/100 км у змішаному циклі. 2.0-літровий чотирициліндровий двигун представлений у двох версіях на 109 та 110 кінських сил. Першій для розгону знадобиться 9.8 секунд. Витрачає вона 8.0 л/100 км у змішаному циклі. Версія на 110 кінських сил сотні досягне за 9.9 секунд. Витрачає з нею автомобіль 8.2 л/100 км у змішаному циклі. Стандартно пару усім двигунам складає п’ятиступінчаста механічна коробка передач. Як опція для 2.0-літрового двигуна запропонована чотириступінчаста автоматична.

## Двигуни
- 1.7 B18E
- 1.7 B18F
- 1.7 B18EP
- 1.7 Turbo B18FT
- 1.7 Turbo B18FTM
- 2.0 B20F

## Продажі
| Рік          | Автомобілі |        |
| ------------ | ---------- | ------ |
| 1986         | 851        | 851    |
| 1986–1987    | 11.243     | 11.243 |
| 1987–1988    | 15.944     | 15.944 |
| 1988–1989*   | 12.295     | 12.295 |
| 1989–1990    | 9968       | 9968   |
| 1990–1991**  | 7297       | 7297   |
| 1991–1992    | 7439       | 7439   |
| 1992–1993    | 4908       | 4908   |
| 1993–1994*** | 2870       | 2870   |
| 1994–1995    | 3560       | 3560   |